# HK Rybinsk
Le HK Rybinsk - en russe : ХК Рыбинск - est un club de hockey sur glace basé à Rybinsk dans l'oblast de Iaroslavl en Russie.

## Historique
Le club est créé en 1959. Il a évolué dans la Vyschaïa Liga .

## Palmarès
- Aucun titre.